# Бразильско-суринамские отношения
Бразильско-суринамские отношения — двусторонние дипломатические отношения между Бразилией и Суринамом. Протяжённость государственной границы между странами составляет 515 км.

## История
В 1906 году представители Бразилии и Нидерландской Гвианы подписали в Рио-де-Жанейро договор о государственной границе между странами. В 1975 году Бразилия признала независимость Суринама от Нидерландов, а в 1976 году сторонами был подписан Договор о дружбе, сотрудничестве и торговле. В апреле 2004 года было подписано Соглашение о торговле, которое в частности урегулировало вопрос о торговле рисом между странами. По оценкам, около 35 тысяч бразильцев проживают в Суринаме (что составляет около 8 % населения), большинство из них участвует в добыче полезных ископаемых. В 2011 году Бразилия и Суринам упростили процедуру легализации бразильских рабочих в Суринаме.
В 2013 году Бразилия проголосовала на выборах в Союзе южноамериканских наций за президента Суринама, который после победы занимал пост руководителя этой организации с августа 2013 года по декабрь 2014 года. Бразилия и Суринам сотрудничают в таких областях, как здравоохранение (профилактика сифилиса, ВИЧ / СПИДа и болезни Шагаса), развитие сельского хозяйства (производство маниоки, переработка пищевых продуктов), а также борьба с организованной преступностью. Обе страны имеют членство в Международном валютном фонде (МВФ).